# Apollodoros (Mediziner)
Apollodoros, altgriechisch Ἀπολλόδωρος, Apollódōros, lateinisch: Apollo'dorus, deutsch: Apollo'dor, war ein Arzt und Iologe (Giftforscher) im antiken Alexandria zur Zeit des ersten Ptolemaios, also etwa in den letzten beiden Jahrzehnten des 4. Jahrhunderts v. Chr. Er ist der Verfasser einer Schrift Περὶ ἰοβόλων θηρίων = Über die Gift auslassenden Tiere,  und Περὶ θανασίμων φαρμάκων = Über die tödlichen Heilkräuter. Diese Werke, die heute nur noch als Fragmente vorliegen, waren für die ganze Folgezeit maßgebend, sie wurden von Nikander in Verse umgesetzt und direkt oder indirekt fast von allen Ärzten und Biologen, die über Gifte geschrieben haben, benutzt: Philinos von Kos, Andreas, Apollophanes, Herakleides von Tarent, Krateuas, Sostratos, Epainetos, Apollonios Mys, Straton, Archigenes von Apameia, Scribonius Largus, Celsus, Plinius und die späteren Kompilatoren. Es ist unklar, ob es derselbe Apollodorus ist, der ein Buch über Wein an Ptolemaios geschrieben hat.